# Monomotapa principalis
Monomotapa principalis là một loài nhện trong họ Salticidae.
Loài này thuộc chi Monomotapa. Monomotapa principalis được Wanda Wesołowska miêu tả năm 2000.